# Ranger (bilmärke)

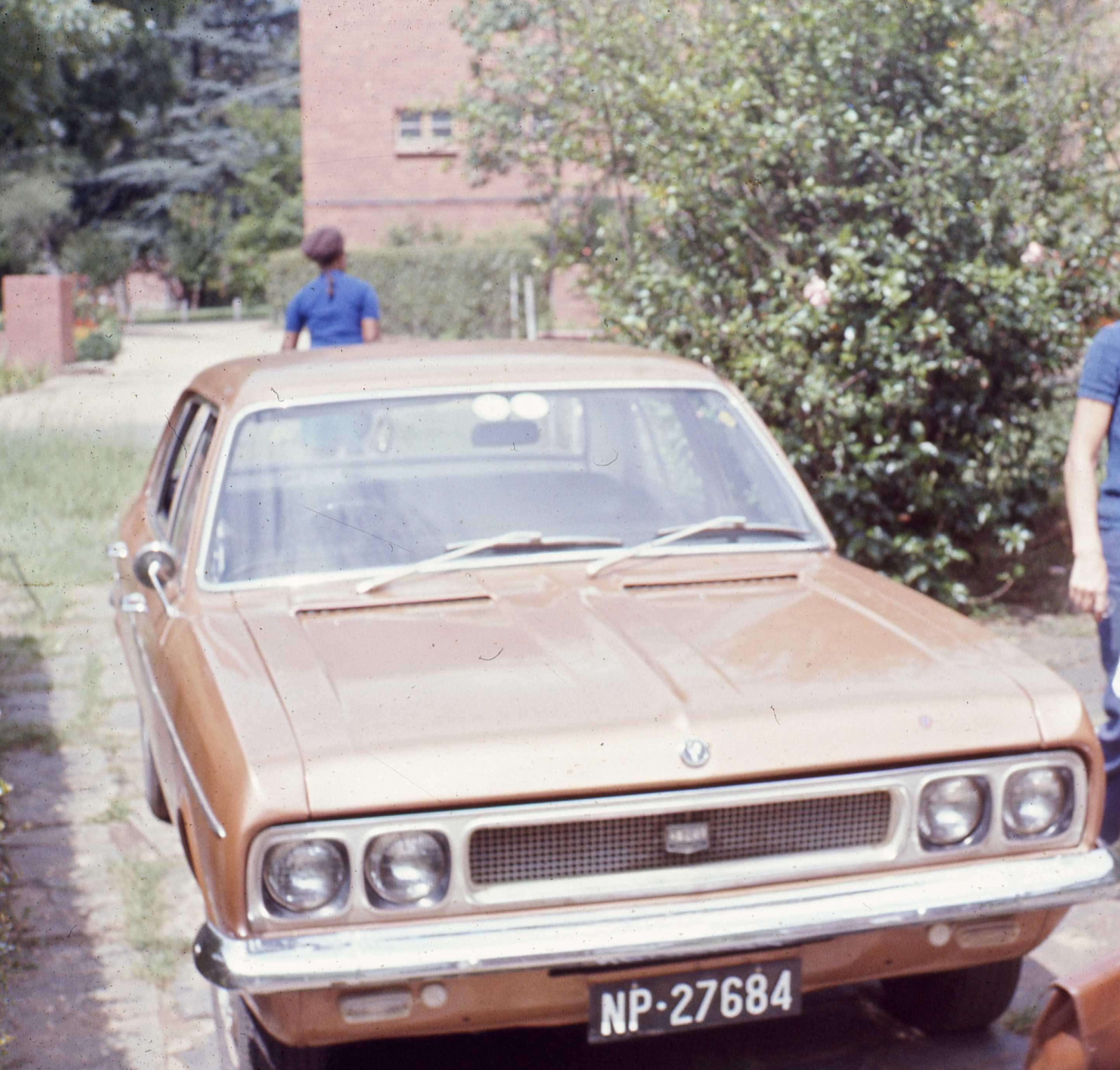
Sydafrikansk Ranger.

Ranger var ett bilmärke som tillverkades av General Motors mellan 1968 och 1978.

## Sydafrika
General Motors började bygga bilar under namnet Ranger i Sydafrika 1968. Bilen var en blandning av olika GM-komponenter med kaross från Opel Rekord C, hjulupphängningar från Vauxhall Victor FD och en fyrcylindrig motor från Chevrolet Nova. 1972 efterträddes Ranger i Sydafrika av en Rekord D med Chevrolet-motorer som såldes under Chevrolet-namnet. 

## Europa
Från 1970 byggdes Ranger även vid General Motors fabriker i Belgien och Schweiz. De europeiska bilarna var ännu mer lika Rekord C med fyra- och sexcylindriga Opel-motorer.
Till 1972 kom en andra generation europeiska Ranger. Dessa bilar var en Opel Rekord D i allt utom namnet. Tillverkningen i Schweiz upphörde 1975 men fortsatte i Belgien fram till nästa generationsskifte för Rekord 1978.